# PAOK F.C.
 Der er for få eller ingen kildehenvisninger i denne artikel, hvilket er et problem. Du kan hjælpe ved at angive troværdige kilder til de påstande, som fremføres i artiklen.

PAOK FC (grundlagt i 1926) er en græsk fodboldklub, der ligger i Thessaloniki i Grækenland. Den er en afdeling af P.A.O.K., der også har afdelinger for bl.a. basketball, volleyball, svømning, brydning og håndbold.
Den har lige siden grundlæggelsen spillet i den bedste række og har vundet to græske mesterskaber i 1976 og 1985 samt fire pokalmesterskaber i 1972, 1974, 2001 og 2003. 
Desuden holder den rekorden i Grækenland for flest deltagelser i den græske pokalfinale, hvor klubben tolv gange har stillet op i finalen.
Klubben har også damehold i fodbold, som spiller i Grækenlands øverste række og har rekorden som det mest vindende hold.

## P.A.O.K.s resultater i græsk herrefodbold 2000 - 2019

### Superligaen
| År  | 2000 | 2001 | 2002 | 2003 | 2004 | 2005 | 2006 | 2007 | 2008 | 2009 |
| --- | ---- | ---- | ---- | ---- | ---- | ---- | ---- | ---- | ---- | ---- |
| Nr. | 5    | 4    | 4    | 4    | 3    | 5    | 6    | 6    | 9    | 4    |
| År  | 2010 | 2011 | 2012 | 2013 | 2014 | 2015 | 2016 | 2017 | 2018 | 2019 |
| Nr. | 2    | 3    | 5    | 2    | 3    | 5    | 2    | 2    | 2    | 1    |

### Pokalturneringen
PAOK vandt pokalturneringen i 2001, 2003 og 2017.

## Kendte spillere
- Georgios Georgiadis, Dimitris Salpingidis, Christos Karipidis, Nikolaos Frousos, Dimitrios Zografakis, Giorgos Zisopoulos, Theodoros Zagorakis, Zisis Vryzas, Leonidas Vokolos, Stylianos Venetidis, Lambros Vangelis, Giorgos Toursounidis, Panagiotis Tsalouchidis, Christos Terzanidis, Giannis Gitsioudis, Panagiotis Glikos, Ioannis Gounaris, Elias Atmatsidis
- Constantinos Charalambidis, Ioannis Okkas, Elias Charalambous, Yiasoumis Yiasoumi, Panayiotis Engomitis, Stefanos Voskaridis, Liasos Louka
- Sérgio Conceição
- Bruno Cirillo, Mirko Savini
- Paul Cominges
- Ruud Knol